# Восточное полушарие

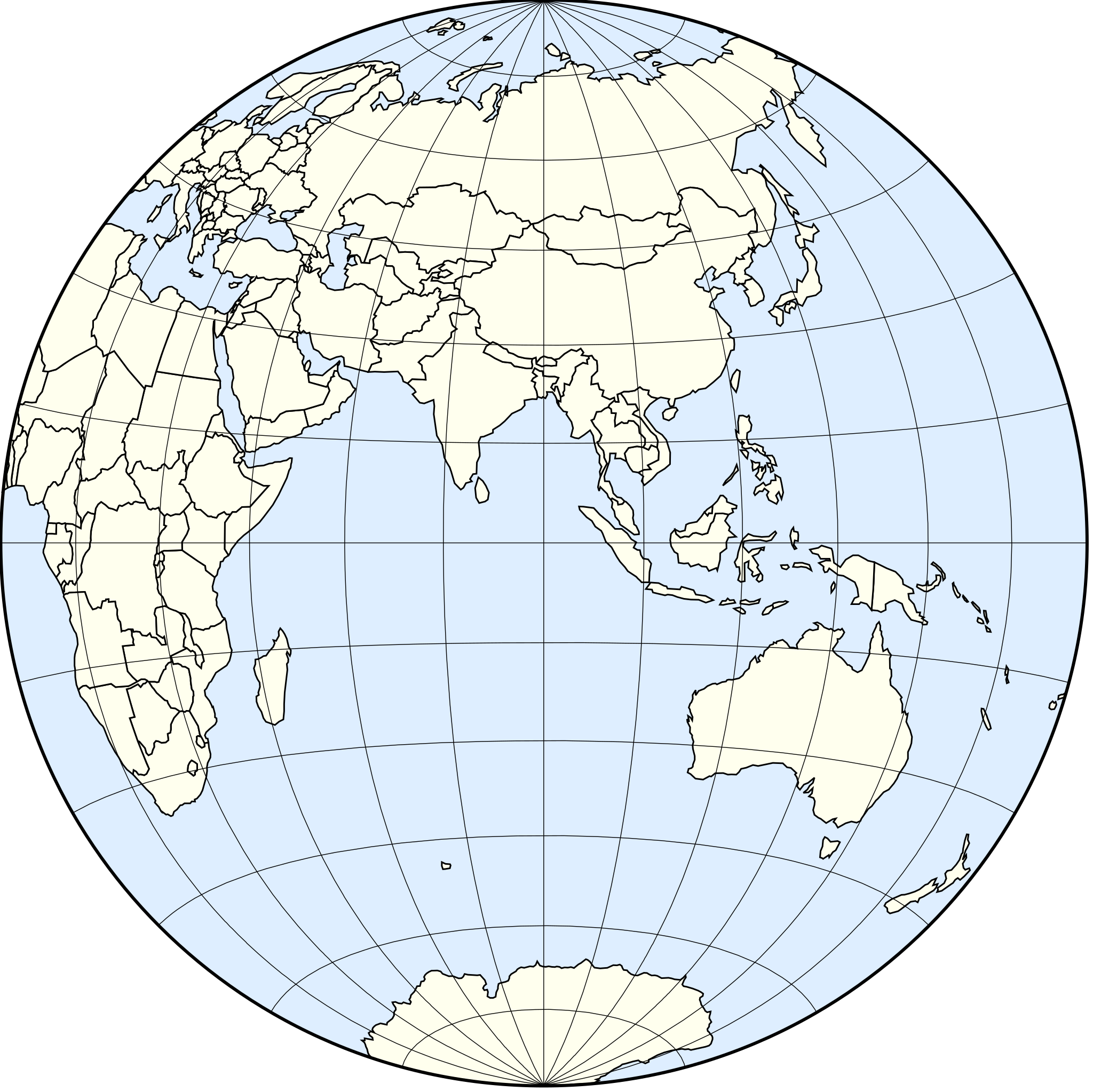
Восточное полушарие

Восточное полушарие — полушарие Земли, расположенное к востоку от Гринвичского меридиана и к западу от 180-го меридиана. Меридианы Восточного полушария обозначаются меридианами восточной долготы. К Восточному полушарию относятся Евразия восточнее Гринвичского меридиана (не включая крошечную часть Чукотского полуострова), большие части Африки, Антарктиды, Индийский океан, Австралия, а также части Атлантического, Тихого и Южного океанов.